# Boxteler Bahn
| Karte der Bahnstrecke |                                    |                                            |                                            |
| Kursbuchstrecke: | 242f (Hassum – Anst Büderich 1946) |                                            |                                            |
| Streckenlänge: | 93 km                              |                                            |                                            |
| Spurweite: | 1435 mm (Normalspur)               |                                            |                                            |
| |                                    |                                            |                                            |
| Bundesland (D): | Nordrhein-Westfalen                |                                            |                                            |
| Provinz (NL): | Noord-Brabant, Limburg             |                                            |                                            |
| \| \| \| Strecke von Utrecht, Strecke von Breda \| \| \| \| 0,0 \| Boxtel \| Boxtel \| \| \| \| Strecke nach Eindhoven \| \| \| \| \| A2 \| \| \| \| \| Dommel \| \| \| \| 4,2 \| Liempde \| Liempde \| \| \| 6,1 \| Olland \| Olland \| \| \| 10,1 \| Schijndel \| Schijndel \| \| \| 13,1 \| Eerde \| Eerde \| \| \| \| Zuid-Willemsvaart \| \| \| \| \| Hafenbahn \| \| \| \| \| Veghel Verladestelle \| \| \| \| 17,4 \| Veghel \| Veghel \| \| \| 23,4 \| Uden \| Uden \| \| \| 30,1 \| Zeeland \| Zeeland \| \| \| 35,2 \| Mill \| Mill \| \| \| 41,1 \| Haps \| Haps \| \| \| \| A73 \| \| \| \| 43,7 \| Kruispunt Beugen Strecke Venlo–Nijmegen \| Kruispunt Beugen Strecke Venlo–Nijmegen \| \| \| \| von Nijmegen \| \| \| \| 46,1 \| Oeffelt \| Oeffelt \| \| \| \| Maas \| \| \| \| 48,9 \| Gennep \| Gennep \| \| \| 52,740,2 \| Staatsgrenze Niederlande/Deutschland \| Staatsgrenze Niederlande/Deutschland \| \| \| 38,0 \| Hassum \| Hassum \| \| \| 34,5 \| Asperden \| Asperden \| \| \| \| B9 \| \| \| \| \| Niers \| \| \| \| \| von Kleve \| \| \| \| 30,4 \| Goch \| Goch \| \| \| \| nach Köln \| \| \| \| \| Niers \| \| \| \| 26,7 \| Vornick \| Vornick \| \| \| \| Niers \| \| \| \| 26,3 \| Kalbeck \| Kalbeck \| \| \| 24,7 \| Buckholt \| Buckholt \| \| \| 22,5 \| Uedem (ehem. Preußisch Uedem) \| Uedem (ehem. Preußisch Uedem) \| \| \| 19,7 \| Uedemerfeld \| Uedemerfeld \| \| \| 18,0 \| Uedemerbruch \| Uedemerbruch \| \| \| 15,3 \| Labbeck \| Labbeck \| \| \| 10,2 \| Xanten West (ehem. Xanten NBDS) \| Xanten West (ehem. Xanten NBDS) \| \| \| \| Strecke Moers–Kleve \| \| \| \| \| B57 \| \| \| \| 4,2 \| Birten \| Birten \| \| \| 2,3 \| Menzelen-Ginderich \| Menzelen-Ginderich \| \| \| \| ehem. Strecke von Venlo \| \| \| \| 0,0 \| Anst Büderich (ehem. Bf; Anschluss Solvay) \| Anst Büderich (ehem. Bf; Anschluss Solvay) \| \| \| \| Strecke nach Wesel \| \| |                                    |                                            |                                            |
| Strecke |                                    | Strecke von Utrecht, Strecke von Breda     | Strecke von Utrecht, Strecke von Breda     |
| Bahnhof | 0,0                                | Boxtel                                     | Boxtel                                     |
| Abzweig ehemals geradeaus und nach rechts |                                    | Strecke nach Eindhoven                     | Strecke nach Eindhoven                     |
| Strecke mit Straßenbrücke (Strecke außer Betrieb) |                                    | A2                                         | A2                                         |
| Brücke über Wasserlauf (Strecke außer Betrieb) |                                    | Dommel                                     | Dommel                                     |
| Bahnhof (Strecke außer Betrieb) | 4,2                                | Liempde                                    | Liempde                                    |
| Haltepunkt / Haltestelle (Strecke außer Betrieb) | 6,1                                | Olland                                     | Olland                                     |
| Bahnhof (Strecke außer Betrieb) | 10,1                               | Schijndel                                  | Schijndel                                  |
| Haltepunkt / Haltestelle (Strecke außer Betrieb) | 13,1                               | Eerde                                      | Eerde                                      |
| Brücke über Wasserlauf (Strecke außer Betrieb) |                                    | Zuid-Willemsvaart                          | Zuid-Willemsvaart                          |
| Abzweig geradeaus und von rechts (Strecke außer Betrieb) |                                    | Hafenbahn                                  | Hafenbahn                                  |
| Dienststation / Betriebs- oder Güterbahnhof (Strecke außer Betrieb) |                                    | Veghel Verladestelle                       | Veghel Verladestelle                       |
| Bahnhof (Strecke außer Betrieb) | 17,4                               | Veghel                                     | Veghel                                     |
| Bahnhof (Strecke außer Betrieb) | 23,4                               | Uden                                       | Uden                                       |
| Bahnhof (Strecke außer Betrieb) | 30,1                               | Zeeland                                    | Zeeland                                    |
| Bahnhof (Strecke außer Betrieb) | 35,2                               | Mill                                       | Mill                                       |
| Haltepunkt / Haltestelle (Strecke außer Betrieb) | 41,1                               | Haps                                       | Haps                                       |
| Strecke mit Straßenbrücke (Strecke außer Betrieb) |                                    | A73                                        | A73                                        |
| ehemaliger Turmbahnhof geradeaus unten (Strecke geradeaus außer Betrieb) | 43,7                               | Kruispunt Beugen Strecke Venlo–Nijmegen    | Kruispunt Beugen Strecke Venlo–Nijmegen    |
| Abzweig geradeaus und von links (Strecke außer Betrieb) |                                    | von Nijmegen                               | von Nijmegen                               |
| Bahnhof (Strecke außer Betrieb) | 46,1                               | Oeffelt                                    | Oeffelt                                    |
| Brücke über Wasserlauf (Strecke außer Betrieb) |                                    | Maas                                       | Maas                                       |
| Bahnhof (Strecke außer Betrieb) | 48,9                               | Gennep                                     | Gennep                                     |
| Grenze (Strecke außer Betrieb) | 52,740,2                           | Staatsgrenze Niederlande/Deutschland       | Staatsgrenze Niederlande/Deutschland       |
| Bahnhof (Strecke außer Betrieb) | 38,0                               | Hassum                                     | Hassum                                     |
| Bahnhof (Strecke außer Betrieb) | 34,5                               | Asperden                                   | Asperden                                   |
| Strecke mit Straßenbrücke (Strecke außer Betrieb) |                                    | B9                                         | B9                                         |
| Brücke über Wasserlauf (Strecke außer Betrieb) |                                    | Niers                                      | Niers                                      |
| Abzweig ehemals geradeaus und von links |                                    | von Kleve                                  | von Kleve                                  |
| Bahnhof | 30,4                               | Goch                                       | Goch                                       |
| Abzweig ehemals geradeaus und nach rechts |                                    | nach Köln                                  | nach Köln                                  |
| Brücke über Wasserlauf (Strecke außer Betrieb) |                                    | Niers                                      | Niers                                      |
| Haltepunkt / Haltestelle (Strecke außer Betrieb) | 26,7                               | Vornick                                    | Vornick                                    |
| Brücke über Wasserlauf (Strecke außer Betrieb) |                                    | Niers                                      | Niers                                      |
| Haltepunkt / Haltestelle (Strecke außer Betrieb) | 26,3                               | Kalbeck                                    | Kalbeck                                    |
| Haltepunkt / Haltestelle (Strecke außer Betrieb) | 24,7                               | Buckholt                                   | Buckholt                                   |
| Bahnhof (Strecke außer Betrieb) | 22,5                               | Uedem (ehem. Preußisch Uedem)              | Uedem (ehem. Preußisch Uedem)              |
| Haltepunkt / Haltestelle (Strecke außer Betrieb) | 19,7                               | Uedemerfeld                                | Uedemerfeld                                |
| Haltepunkt / Haltestelle (Strecke außer Betrieb) | 18,0                               | Uedemerbruch                               | Uedemerbruch                               |
| Bahnhof (Strecke außer Betrieb) | 15,3                               | Labbeck                                    | Labbeck                                    |
| Bahnhof (Strecke außer Betrieb) | 10,2                               | Xanten West (ehem. Xanten NBDS)            | Xanten West (ehem. Xanten NBDS)            |
| Kreuzung geradeaus unten (Strecke geradeaus außer Betrieb) |                                    | Strecke Moers–Kleve                        | Strecke Moers–Kleve                        |
| Strecke mit Straßenbrücke (Strecke außer Betrieb) |                                    | B57                                        | B57                                        |
| Bahnhof (Strecke außer Betrieb) | 4,2                                | Birten                                     | Birten                                     |
| Bahnhof (Strecke außer Betrieb) | 2,3                                | Menzelen-Ginderich                         | Menzelen-Ginderich                         |
| Abzweig ehemals geradeaus und von rechts |                                    | ehem. Strecke von Venlo                    | ehem. Strecke von Venlo                    |
| Betriebsstelle Strecke ab hier außer Betrieb | 0,0                                | Anst Büderich (ehem. Bf; Anschluss Solvay) | Anst Büderich (ehem. Bf; Anschluss Solvay) |
| Strecke (außer Betrieb) |                                    | Strecke nach Wesel                         | Strecke nach Wesel                         |

Die Bahnstrecke Boxtel–Wesel, auch bekannt als Boxteler Bahn oder auf Niederländisch als het Duits Lijntje („die deutsche Linie“) war eine knapp 100 Kilometer lange Bahnstrecke von Boxtel in der niederländischen Provinz Noord-Brabant über Schijndel, Veghel, Uden, Gennep, Goch, Xanten und Büderich nach Wesel (deutsche Konzession vom 14. Januar 1873).
Sie wurde von der Noord-Brabantsch-Duitsche Spoorweg-Maatschappij (NBDS, „Nord-Brabantisch-Deutsche Eisenbahngesellschaft“) gebaut und betrieben, die am 28. Mai 1869 von niederländischen und deutschen Aktionären in Rotterdam als private Eisenbahngesellschaft gegründet worden war. Sie verlegte später ihren Sitz in die nordlimburgische Gemeinde Gennep.

## Streckenbau

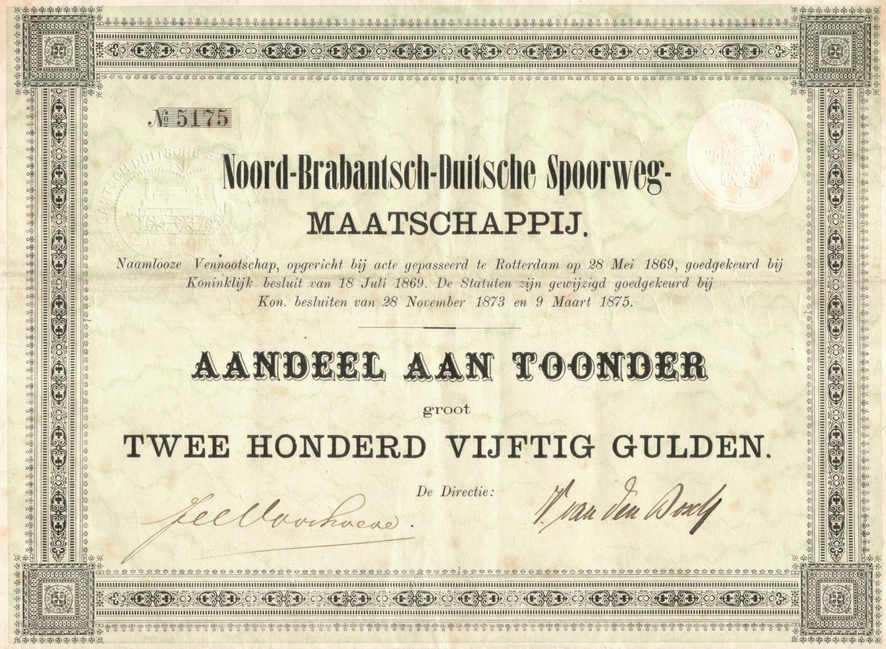
Aktie der NBDS

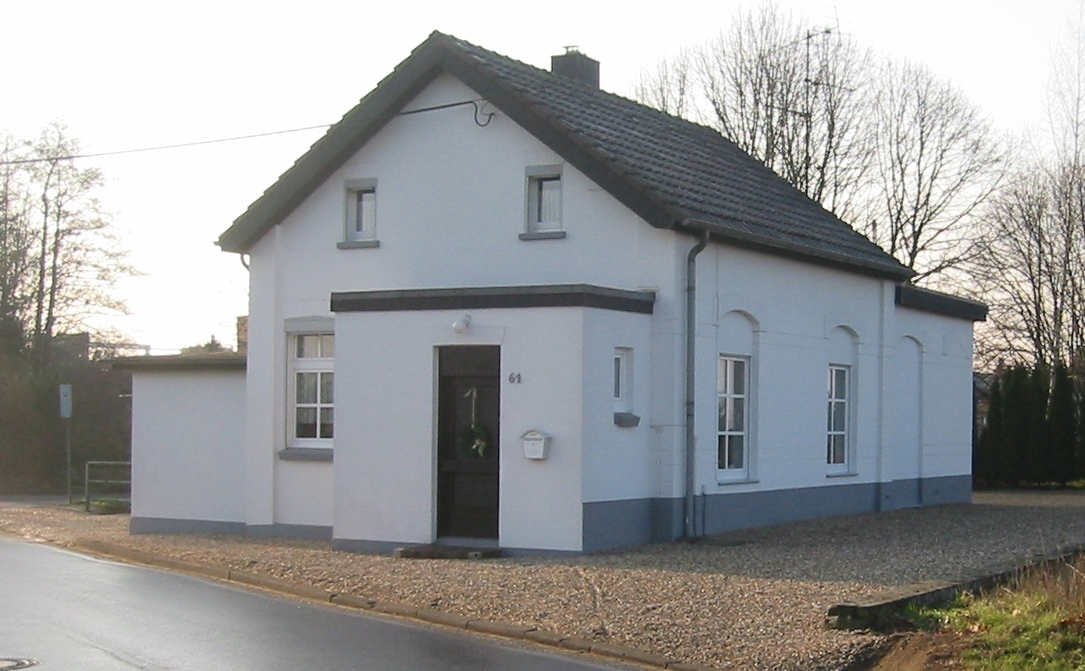
Ehemaliger NBDS-Bahnhof Asperden 2001

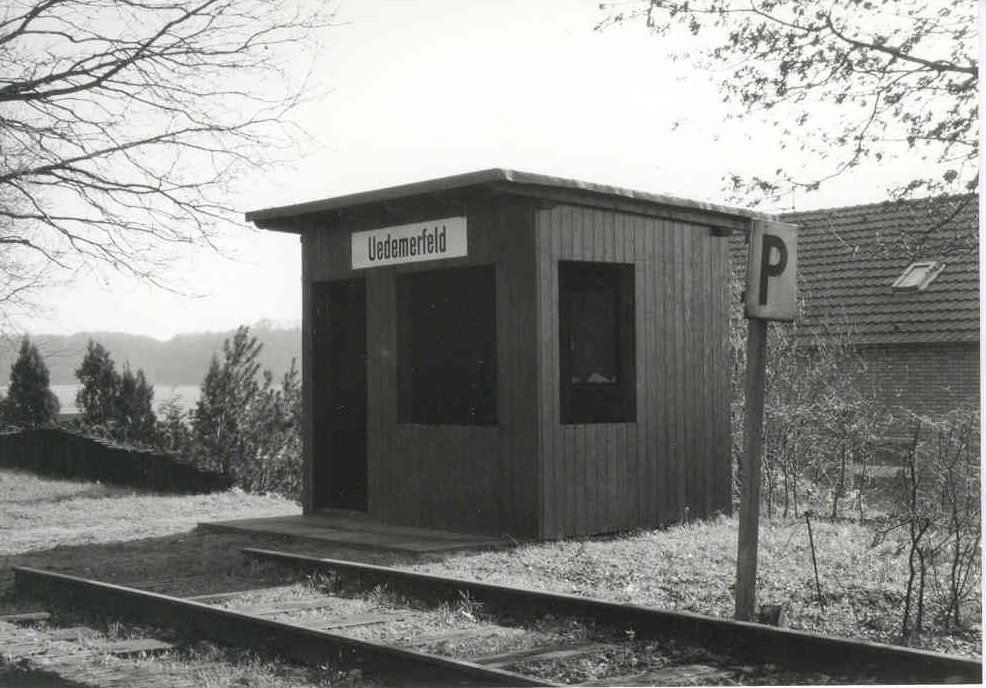
Ehemaliger Haltepunkt Uedemerfeld (Nachbau)

Unter großen Anstrengungen finanzieller und baulicher Art konnte die Gesellschaft am 15. Juli 1873 ihr erstes 62 Kilometer langes, eingleisiges Streckenstück von Boxtel bis Goch eröffnen. Die restlichen 30 Kilometer der insgesamt 92,7 Kilometer langen Eisenbahnstrecke über Xanten bis Büderich gingen am 1. Juli 1878 in Betrieb. In Goch entstand 1878 zusammen mit der Rheinischen Eisenbahn als Gemeinschaftsbahnhof ein großes Empfangsgebäude in Insellage. Auf den letzten acht Kilometern von Büderich bis Wesel, die im Eigentum der Cöln-Mindener Eisenbahn standen, benutzte die NBDS zusammen mit ihr die 1.950 Meter lange Rheinbrücke bei Wesel. Sie war von 1872 bis 1874 beim Bau der Bahnstrecke Wesel – Venlo durch die Cöln-Mindener Bahn errichtet worden. Ein weiteres bedeutendes Bauwerk auf der NBDS-Strecke war die 300 Meter lange, eingleisige Brücke über die Maas im niederländischen Gennep.
Zusammen mit den Preußischen Staatseisenbahnen, den niederländischen „Staatsspoorwegen“ (SS) und der „Reederei Zeeland“ (Fährdienst Vlissingen – England) entstand am 15. Mai 1881 die internationale Bahnpostlinie von Übersee und England ab Vlissingen nach Hamburg und Berlin mit Weiterführung nach Skandinavien und Russland. Trotz zeitweiliger Schwierigkeiten mit den Staatsspoorwegen entstand daraus ein lukrativer Reiseverkehr mit Kurswagen über die Bahnstrecke der NBDS.
Um die rege Nutzung im Reiseverkehr, u. a. durch gekrönte Häupter sicherzustellen, wurden Anfang des 20. Jahrhunderts die Kurswagen durch internationale Züge über die NBDS nach Hamburg, Berlin und Süddeutschland ersetzt. Für diese schweren Züge schaffte die NBDS 1908 als erste niederländische Eisenbahngesellschaft schwere 2C-gekuppelte Lokomotiven an, die wegen ihres blauen Anstrichs „Blaue Brabanter“ genannt wurden. Die Maschinen führten die Züge mit Wagen mehrerer Bahngesellschaften in Deutschland über Wesel hinaus bis Münster und Oberhausen. Ab 1897 liefen in diesen Zügen auch Speisewagen und ab 1904 Schlafwagen der Internationalen Schlafwagengesellschaft (CIWL), Brüssel (Compagnie Internationale des Wagons–Lits et des Grands Express Européenns). Gleichzeitig musste die NBDS wegen der steigenden Zugdichte die Teilstrecke Boxtel – Goch bis 1912 zweigleisig ausbauen.
Um ihren geringen Güterverkehr zu beleben, führte die NBDS schon 1882 den sogenannten gebrochenen Verkehr ein, indem sie mit eigenen Schiffen Ölsaaten von Rotterdam zu ihrem eigenen Kanalhafen in Veghel fuhr und von dort mit ihren Zügen zu den Margarinewerken in Goch brachte. In Gegenrichtung beförderte sie vorwiegend Ruhrkohlen mit der Bahn nach Veghel und nach Umladung per Schiff nach Rotterdam.
1912 erbaute die NBDS entlang der Maas auf der Staatsstraße von Nijmegen über Gennep nach Venlo die schmalspurige 63 Kilometer lange „Maas-Buurtspoorweg“ (MBS). Sie wurde am 31. Mai 1913 eröffnet und bediente als Lokalbahn bis 1944 den lokalen Personen- und Güterverkehr.

## Ende der NBDS
Ständige finanzielle Schwierigkeiten durch hohe Schulden und das zu geringe Eigenkapital, hohe Streckeninvestitionen und steigende Personalkosten führten schon 1913 zu einer losen Kooperation der NBDS mit den Staatsspoorwegen. Der Zusammenbruch des internationalen Verkehrs im Ersten Weltkrieg und nach dem Krieg führte 1919 zur Fusion mit den Staatsspoorwegen. 1921 wurde über das Restvermögen der Gesellschaft der Konkurs eröffnet.

## Übernahme der Bahnstrecke
Die Deutsche Reichsbahn und die Staatsspoorwegen (SS) übernahmen am 1. Juli 1925 die Bahnstrecke und betrieben sie in ihren Ländern als Nebenbahnen weiter.
Die Eisenbahnbrücke bei Gennep fiel am 10. Mai 1940, etwa zwei Stunden vor dem Beginn des Angriffs auf die Niederlande durch eine Kriegslist eines Stoßtrupps der Brandenburger Spezialeinheit in die Hände der Wehrmacht: zwei Niederländer in niederländischen Uniformen taten so, als hätten sie acht deutsche Wehrmachtsoldaten festgenommen. Unsinnige Befehle eines niederländischen Feldwebels namens Lute (Untergebene flehten ihn an, die Brücke zu sprengen) trugen maßgeblich dazu bei, dass kurz darauf ein Panzerzug der Wehrmacht kurz nach der Besetzung der Brücke auf das Westufer der Maas und bis hinter die Peel-Raam-Stellung fahren konnte. Der Panzerzug beschoss einige Kasematten südlich der Strecke von hinten und fuhr später Richtung Deutschland zurück, der erste Wagen entgleiste und der zweite verkeilte sich. Am Abend des 10. Mai fanden schwere Kämpfe bei Mill statt, hauptsächlich geführt vom deutschen Infanterieregiment 456.

## Betriebseinstellung

### In Deutschland
Im Zuge der Operation Market Garden wurde diese Brücke am 18. September 1944 durch deutsche Truppen gesprengt. Die Zerstörungen am Ende des Zweiten Weltkriegs ließen nur noch auf einigen Teilstrecken einen Bahnverkehr zu. Ein durchgehender Betrieb in Deutschland war nach der Sprengung der Weseler Rheinbrücke durch deutsche Truppen am 10. März 1945 und der teilweisen Zerstörung der Bahnstrecke zwischen Uedemerfeld und Xanten West nicht mehr möglich. Kanadische Pioniere entfernten die verbliebenen Schienen und nutzten dann die ehemalige Bahntrasse für den Nachschubweg von Uedem nach Xanten. Auf den beiden westlich und östlich von Goch betriebenen kurzen Teilstrecken nach Hassum und Uedem wurde der Personenverkehr schon 1949 bzw. 1963 stillgelegt. Mit der Einstellung des Güterverkehrs 1966 bzw. 1967 hatte in Deutschland der Bahnverkehr auf der ehemaligen Strecke der NBDS aufgehört. An der Klevischen Allee in der Nähe des Schlosses Kalbeck wurde ein Denkmal an die Boxteler Bahn errichtet.
Am 11. Dezember 2022 wurde von den Kreisen Kleve und Wesel die XBus-Linie X28 mit dem gleichen Streckenverlauf wie die Boxteler Bahn zwischen Goch und Wesel eingeführt. Diese wird von der NIAG und DB Rheinlandbus betrieben.

### In den Niederlanden
Auch in den Niederlanden wurde der Bahnverkehr nach dem Krieg nur teilweise wieder aufgenommen. 1950 wurde der Personenverkehr zwischen Boxtel und Uden, das einzige Teilstück auf dem noch Personenverkehr stattfand, eingestellt. Ab 1971 kam es hier schrittweise zur Einstellung des Güterverkehrs: 1971 wurde die Strecke zwischen Mill und Gennep stillgelegt, 1978 wurde der Verkehr zwischen Uden und Mill eingestellt und 1983 der zwischen Veghel und Uden. Das letzte im Güterverkehr betriebene Streckenstück der ehemaligen NBDS-Strecke von Boxtel bis Veghel wurde 2004 stillgelegt.

## Zukunft
In den 2000er und 2010er Jahren wurde eine Reaktivierung der Strecke Boxtel – Schijndel – Veghel – Uden als „Lightrail“ (mit Zügen ’s-Hertogenbosch – Boxtel – Uden) geprüft, diese wurde jedoch nicht weiterverfolgt. Auch eine Schnellbahn zwischen Oss und Uden wird nicht realisiert werden. An die übrigen Abschnitte der Boxteler Bahn, in den Niederlanden „Duits Lijntje“ genannt, erinnern in beiden Ländern nur noch einige Gebäude und ihre Spuren in der Landschaft. Teile der ehemaligen Strecke der Boxteler Bahn wurde außerdem in Fahrradstrecken umgewandelt.

## Lokomotiven und Wagen

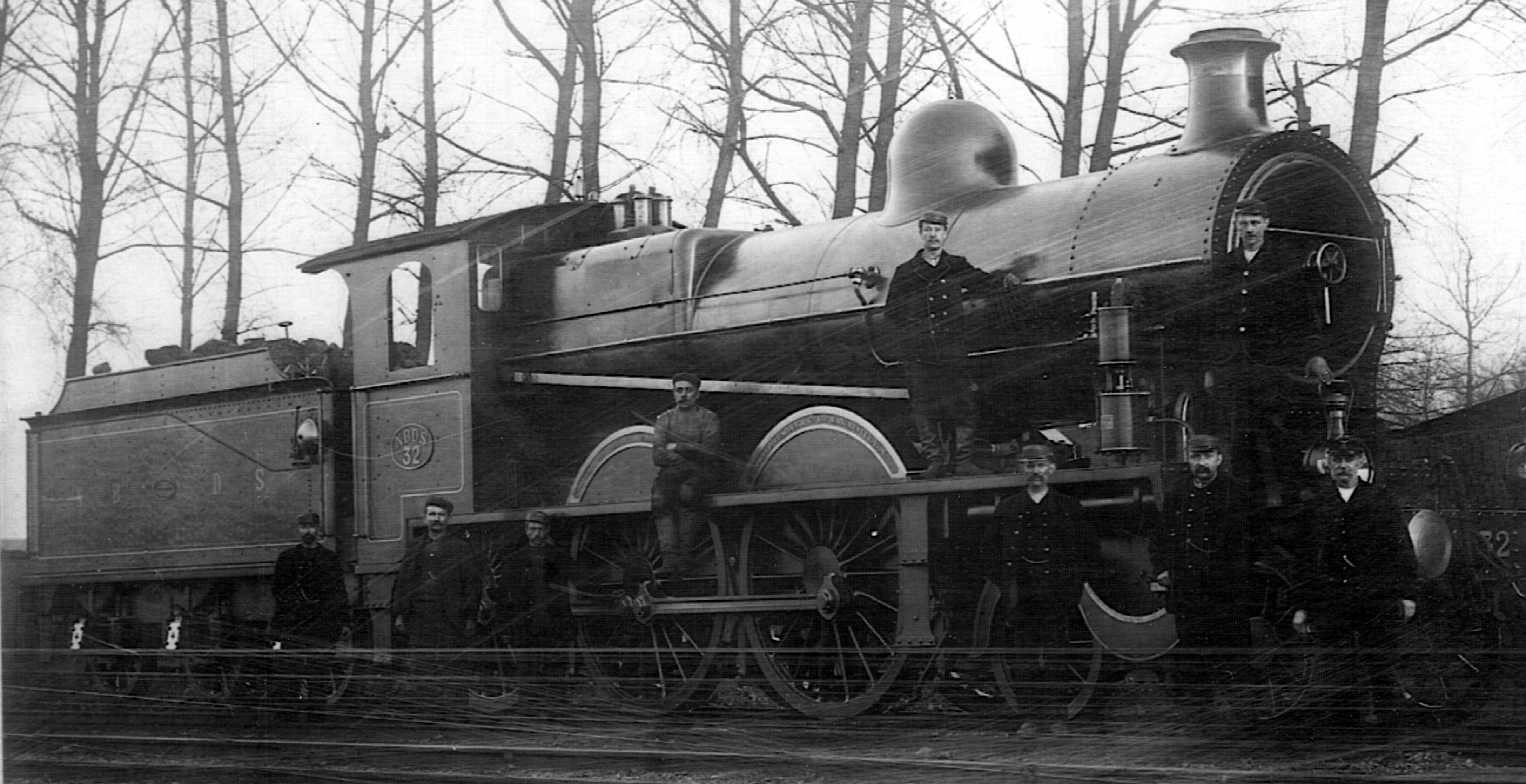
Blauer Brabanter Nr. 32 in Gennep um 1908

Bis Anfang des 20. Jahrhunderts bezog die NBDS ihre Streckenlokomotiven aus England von Beyer, Peacock & Co., Manchester, und von der Lokomotivfabrik Hohenzollern in Düsseldorf. Die 1B-gekuppelten Außenrahmenmaschinen entsprachen dem damaligen englisch/niederländischen Typ. Für den Güterverkehr hatte man C-gekuppelte Lokomotiven von Hohenzollern, Düsseldorf, bezogen.
Erst die ab 1908 angeschafften insgesamt acht blauen Schnellzugmaschinen (Blaue Brabanter), sechs von Beyer, Peacock, zwei von Hohenzollern, mit ihrem 2C-gekuppelten Laufwerk und Innenzylindern stellten einen für die Niederlande neuen Typ dar. Sie wurden Vorbild für einen gleichartigen Heißdampftyp der SS.
Für den Lokalverkehr besaß die NBDS eine größere Zahl zweiachsiger Abteilwagen. Für die von ihr im Transit beförderten internationalen Schnellzüge stellte sie nur die Packwagen.
Da im Güterverkehr vor allem Ölsaaten befördert wurden, überwog der Anteil geschlossener zweiachsiger Güterwagen. Speziell für den Margarinetransport in Deutschland war bei der NBDS eine Anzahl eigener und privater Kühlwagen eingestellt.

## Passagieraufkommen
- 1877: 189.560 Reisende
- 1887: 312.882 Reisende
- 1897: 486.524 Reisende
- 1907: 803.916 Reisende
- 1913: 876.213 Reisende